# Джошуа Брукс
Джошуа Брукс (англ. Joshua Brookes) (24 листопада 1761 — 10 січня 1833) — британський анатом і натураліст.

## Біографія
Він став учителем анатомії в Лондоні, і засновником Музею Порівняльної Анатомії Брукса (англ. Brookesian Museum of Comparative Anatomy). Став членом Королівського товариства в 1819 році. Він був першим, хто розмістив гепарда в 1928 р. у його власний рід, Acinonyx.

## Описані таксони

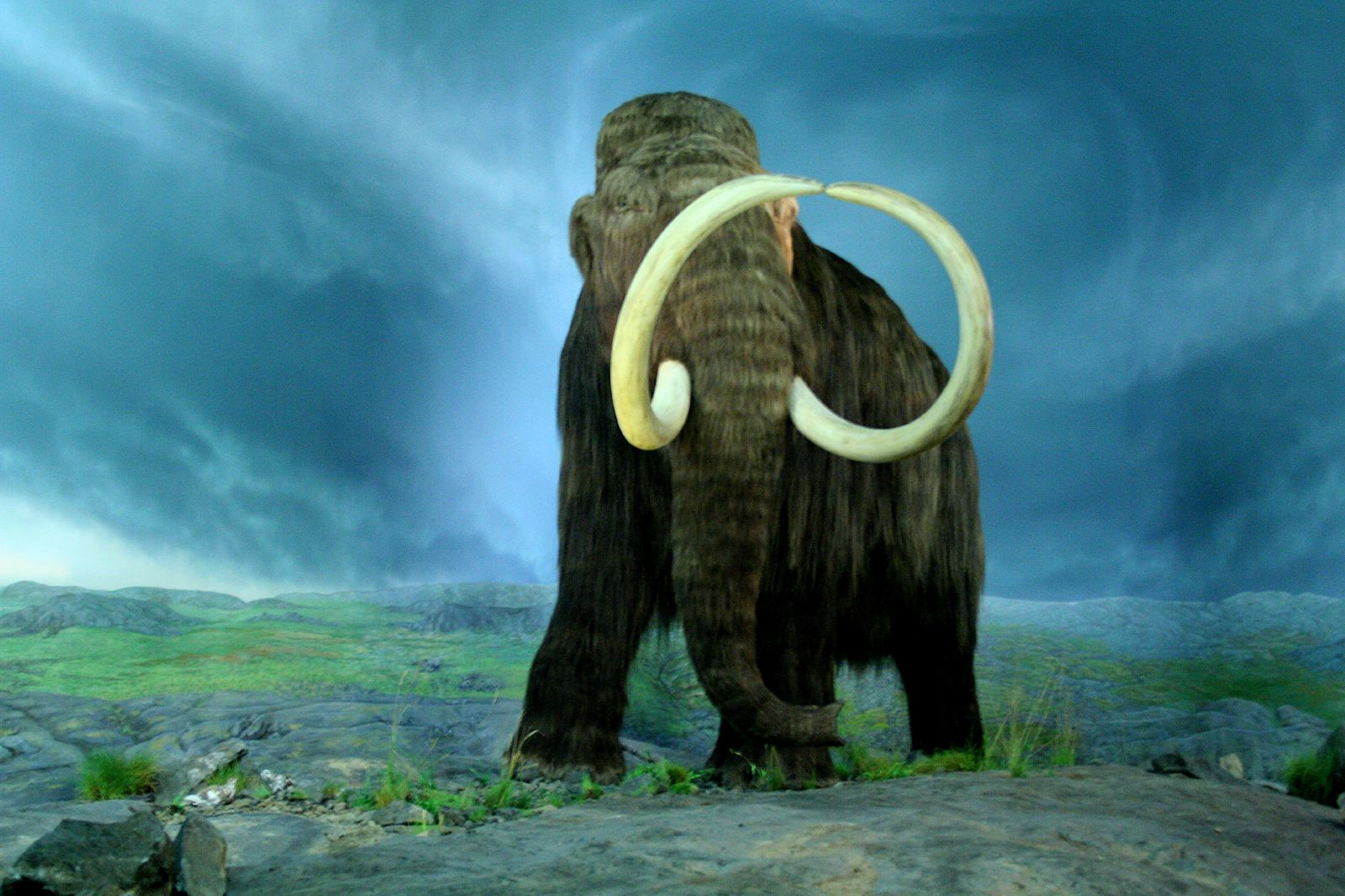
Мамут